# Reserva Natural de Dzherginsky

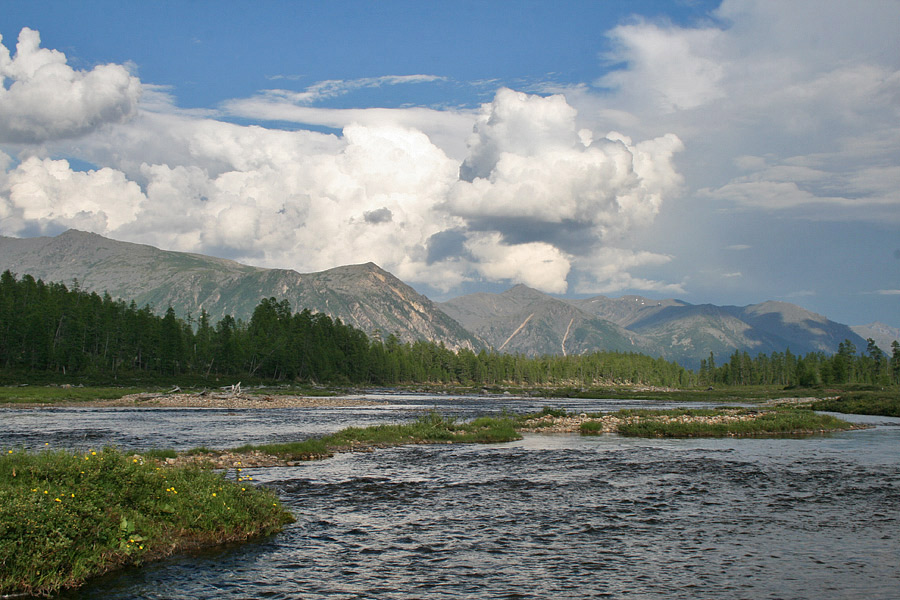
O rio Barguzin na bacia de Amutskaya

A Reserva Natural de Dzherginsky (em russo: Джергинский заповедник) é uma área protegida na Rússia, localizada a cerca de 100 quilómetros a este da secção norte do Lago Baikal. Abrange a nascente e a parte superior do rio Barguzin, o segundo maior afluente do lago Baikal, e está na junção de três cordilheiras: a cordilheira Barguzin a oeste da reserva, a cordilheira Ikat e a cordilheira Muya a sul. O território montanhoso da reserva é dominado por florestas. Encontra-se situada no Distrito de Kurumkansky, em Buryatia. A cidade mais próxima, Ulan-Ude, encontra-se a 560 quilómetros a sul da reserva. Esta reserva foi formalmente estabelecida em 1992 para proteger a biodiversidade naquela região, e cobre actualmente uma área de 238 mil hectares.

## Topografia
Esta área protegida sobre tanto as montanhas da região como os vales dos rios. O vale superior do rio Barguzin começa no sudoeste da reserva, com a cordilheira Barguzin a entrar pela reserva a oeste e a cordilheira Ikat a este. O território também abrange uma parte da cordilheira de Muya e da bacia de Amutskaya. Os vales e as bacias hidrográficas são geralmente orientadas para o nordeste. A origem glaciar é evidenciada por formações naturais no vale de Barguzin. A cordilheira Ikat tem cerca de 350 quilómetros de comprimento e 100 quilómetros de largura, atingindo uma altura de 2500 metros de altitude.

## Clima e eco-região
A reserva está localizada na eco-região do taiga do leste da Sibéria. Esta eco-região cobre a área entre o rio Ienissei e o rio Lena até ao Mar de Okhotsk. A sua fronteira norte chega ao Circulo Árctico, e a sua fronteira sul atinge a latitude de 52ºN. A vegetação dominante é composta por leves coníferas e Larix gmelinii, sendo toda a eco-região rica em minerais.

O clima dentro dos limites da reserva é um clima subárctico, caractericado por invernos longos e frios (apesar de haver pouca neve) e por verões frescos.